# Le Livre d'image
Le Livre d'image is een Frans-Zwitserse experimentele film uit 2018, geschreven en geregisseerd door Jean-Luc Godard.

## Verhaal
Deze experimentele film bestaat uit vijf aparte hoofdstukken en is een mix tussen feiten en fictie.

## Productie
De film kreeg als werktitels Tentative de bleu en Image et parole alvorens zijn huidige naam te krijgen. In december 2016 vertelde distributeur Wild Bunch dat de film gedurende twee jaar gefilmd werd in verscheidene Arabische landen.

### Release
Le Livre d'image ging op 11 mei 2018 in première in de competitie van het filmfestival van Cannes.